# Lake George (South Australia)
Lake George (Aborigines-Name: Werriwa) ist ein Salzsee, der sich im Süden des australischen Bundesstaates South Australia nahe der kleinen Küstenstadt Beachport befindet. Der erste Europäer, der im Jahr 1820 zu dem See kam, war Joseph Wild, der ihn nach dem britischen König George IV. benannte. Lake George liegt etwa 300 Kilometer südsüdöstlich von Adelaide. Sein Wasser ist salzhaltiger als der nah angrenzende Ozean. Der See wird wegen seiner Vogelvielfalt von Vogelbeobachtern und wegen seiner Fischfanggründe von Fischer aufgesucht. Lake George gehört mit vier anderen Seen zur Lake Hawdon System Important Bird Area, einer Vogelschutzzone der Important Bird Area.

## Entstehung und Entwicklung
Östlich des Salzsee liegt die George Range, ein abgeflachter Bergrücken der Great Dividing Range, der vermutlich im Miozän etwa vor 23 bis 5,3 Millionen Jahren oder noch früher entstand. Dieser Bergrücken speist das 984 m² große Sedimentbecken zwischen dem Yass und Shoalhaven River mit Wasser. Der See hatte keinen natürlichen Abfluss in den Pazifischen Ozean. In den letzten 10.000 Jahren entstand in dem Becken ein See mit einer Größe von bis zu 80 km², veränderte seine Größe je nach Wasseranfall und blieb erhalten. Wenn der See sich füllte, erstreckte er sich über etwa 50 Kilometer Länge, 10 Kilometer Breite und war 6 bis 8 Meter tief. Der See fiel in den Jahren 1838–39, 1846–1850, 1930–1934, 1936–1947 und 1982 trocken.
In den frühen 1900er Jahren wurde der Lake George durch einen Kanal mit dem Pazifischen Ozean verbunden. Dadurch gelangten Seefische wie Meeräschen und Lachse in den See und von den 1950er bis in die 1970er Jahre entwickelte sich der Lake George zu einem beliebten Fischfanggebiet. Es wurde geangelt und mit Netzen begrenzter Maschengröße gefischt. Dadurch blieben die Fischbestände erhalten. Anschließend wurden drei kommerziale Fischfanglizenzen vergeben, was bis in die 1990er Jahre keine Probleme bereitete. Durch einsetzende Dürren und Wassermangel gelangte kaum Frischwasser in den See, die Wassertemperatur stieg an und einsetzender Sauerstoffmangel führte zu Fischsterben. Daraufhin zog die Regierung die Fischfanglizenzen ein und man verbot auch das Freizeitangeln. In den Jahren nach diesem Ereignis wurde das Wassermanagement durch Drainagemaßnahmen verbessert und der Fischfang in den frühen 2000er Jahren mit Fangquoten wieder erlaubt. 2015 ging der Wasserstand erneut wieder zurück, und man entschloss sich den Abfluss des Wassers aus dem See durch den Kanal ins Meer zu schließen. Ferner wird der Wasserstand kontrolliert. Die Wasserqualität verbesserte sich, die Fischbestände stiegen wieder an und es werden wieder Meeräsche, Lachse und Flunder gefangen.

## Freizeit und Fauna
Lake George ist ein Ort für Fischer und Vogelbeobachter, zum Schwimmen wird er wegen seines hohen Salzgehalts kaum genutzt. In der Nähe von Beachport gibt es den Campingplatz 3 Mile Bend Campground und am Salzsee Picknickplätze. Am See kann gewandert werden und an der westlich gelegenen Landzone des Sees erstreckt sich der Beachport Conseration Parks.
Neben zahlreichen Wasservögeln ist unter anderen der seltene Goldbauchsittich zu sehen, bei dem angenommen wird, dass von ihm weniger als 200 Individuen existieren.